# Espédia (gens)
A gens Espédia ou Espédia foi uma obscura família plebeia em Roma antiga. Nenhum membro desta gens é mencionado em escritores antigos, mas muitos são conhecidos por inscrições, e vários foram localmente importantes, servindo como duúnviro em Antino em Sâmnio, Pompeia em Campânia, e Sarmizegetusa em Dácia.

## Origem
O nomen Espédio é provavelmente de origem osca, uma vez que muitas das inscrições desta gens são de Sâmnio e regiões circunvizinhas no centro e sul da Itália.

## Prenomes
Os Espédios usaram uma variedade de prenomes comuns, principalmente Lúcio, Gaio, Públio e Quinto. A epigrafia mais antiga mostra que os primeiros Espédios usaram os prenomes menos comuns como Víbio, Numério e Sálvio, todos típicos em famílias de regiões de língua osca.

## Membros
- Espédia, enterrada em Porto em Lácio, com um monumento de seu marido Lúcio Larg[...], datando do reinado de Adriano.[1]
- Espédia, dedicou um túmulo do século II em Sepino em Sâmnio para seu pai, Gaio Édio Crescente, um dos Sodais Augustais.[2]
- Espédia P. l., uma liberta mencionada em uma inscrição sepulcral de Bonônia em Gália Cisalpina.[3]
- Espédia Q. f. M. n., dedicou um túmulo em Atina em Lácio, datando da dinastia Julio-Claudiana, para seu pai, Quinto Espédio.[4]
- Espédia, ou Cerrínia Celerina, enterrada em Benevento em Sâmnio, com um monumento de seu marido, Gaio Licônio Céler, com quem foi casada por quarenta e sete anos e oito meses.[5]
- Espédio, enterrado em Roma, em um túmulo dedicado por sua esposa, cujo nome não foi preservado.[6]
- Espédio, mencionado em uma inscrição de cerâmica de Altinum em Vêneto e Histria.[7]
- Espédio, dedicou um túmulo em Carales em Sardenha, para seu irmão, Rufo Valentino, filho de Tabuso, com trinta anos, um soldado na coorte dos aquitanos, na metade do primeiro século.[8]
- Espédio, um centurião servindo na Legio X Gemina em Carnuntum em Panônia Superior em 68 d.C.[9]
- Espédio, mencionado em uma inscrição de Roma, datando de 438 d.C.[10]
- Gneu Espédio Q. f., junto com seu irmão, Lúcio, mãe, Maria, e cunhada, Varia, dedicou um túmulo em Tervento em Sâmnio para seu irmão, Quinto Espédio Albano.[11]
- Lúcio Espédio, um dos Sodais Augustais, homenageado por uma inscrição em Brundísio em Calábria, datando de 32 ou 33 d.C.[12]
- Lúcio Espédio Q. f., junto com seu irmão, Gneu, mãe, Maria, e cunhada, Varia, dedicou um túmulo em Tervento em Sâmnio para seu irmão, Quinto Espédio Albano.[11]
- Lúcio Espédio Sal. f., mencionado em uma inscrição de Aquileia em Vêneto e Hístria, datando da primeira metade do primeiro século a.C., junto com seu irmão, Públio.[13]
- Públio Espédio, mencionado em uma inscrição do primeiro século de Abelino em Sâmnio.[14]
- Públio Espédio P. f., um dos quatuórviros em Antino em Sâmnio, enterrado em um túmulo do século II dedicado por Espédia Felícia e Espédia Optata.[15]
- Públio Espédio P. f., mencionado em uma inscrição de Narona em Dalmácia, datando do primeiro século, ou da primeira metade do segundo.[16]
- Públio Espédio Sal. f., mencionado em uma inscrição de Aquileia, datando da primeira metade do primeiro século a.C., junto com seu irmão, Lúcio.[13]
- Quinto Espédio M. f., enterrado em Atina, em um túmulo datando da dinastia Julio-Claudiana, dedicado por sua filha, Espédia.[4]
- Quinto Espédio P. f., enterrado em Supino Vico em Sabino, com vinte e sete anos, em um túmulo dedicado por seus pais.[17]
- Tito Espédio V. f., enterrado em Parma em Gália Cisalpina durante a segunda metade do primeiro século, junto com sua esposa, Sátria.[18]
- Gaio Árrio Espédio Actiano, um homem de posição senatorial, mencionado em uma inscrição do final do século III ou início do século IV de Abelino.[19]
- Públio Espédio P. l. Adjutor, um liberto mencionado em uma inscrição de Narona, datando do século II, ou da segunda metade do primeiro.[20]
- Quinto Espédio Q. f. Albano, enterrado em Tervento, com vinte e três anos, em um túmulo datando da primeira metade do primeiro século, dedicado por sua esposa, Varia, mãe, Maria, e irmãos, Lúcio e Gneu Espédio.[11]
- Lúcio Espédio L. l. Amando, um liberto que foi selecionado como um dos magistrados do Vico Salutar, um bairro da décima região de Roma, em 136 d.C.[21]
- Espédio Antymo[...], mencionado em uma inscrição do primeiro século de Herculano em Campânia.[22]
- Espédia Apula, enterrada em Beneventum, com trinta e dois anos, seis meses e seis dias, em um túmulo dedicado por seu marido, Gaio Úmbrio Primo, com quem foi casada por sete anos, sete meses e sete dias.[23]
- Gaio Espédio C. f. Asiático, construiu um sepulcro em Corfínio em Sabino para seus pais, Gaio Espédio Atimeto e Alídia Estatuta, datando entre 1 e 70 d.C.[24]
- Espédio Atímeto, dedicou um túmulo em Valva em Lucânia, para sua antiga ama, Castrício Marciano, datando entre 170 e 250 d.C.[25]
- Gaio Espédio Atímeto, um dos Séviros Augustais, enterrado em Corfínio, junto com sua esposa, Alídia Estatuta, em um túmulo dedicado por seu filho, Gaio Espédio Asiático.[24]
- Gaio Espédio C. f. Basso, um menino enterrado em Cosilino em Lucânia, com seis anos, dez meses, junto com sua irmã, Espédia Gala, em um túmulo datando da época de Augusto.[26]
- Espédia Callisto, uma liberta enterrada em Ravena em Gália Cisalpina durante a segunda metade do século II, em um túmulo dedicado por Espédia Fortunata.[27]
- Lúcio Espédio L. f. Capítulo, mencionado em uma inscrição de Atria em Vêneto e Hístria.[28]
- Espédia Creste, mencionada em uma inscrição de Roma, datando da primeira metade do primeiro século.[29]
- Lúcio Espédio Crisanto, enterrado em Palmira em Síria.[30]
- Espédia Clara, provavelmente esposa de Públio Libário, dedicou um túmulo em Abelino, datando do início ou meio do primeiro século, para si mesma, Gaio Hóstio e Gaio Túlio Clemente.[31]
- Gaio Espédio Clemens, duúnviro da colônia de Sarmizegetusa, onde dedicou um túmulo para sua esposa, Cornélia Faustina, datando da primeira metade do século II.[32]
- Marco Espédio M. f. Corbulo, nativo de Hippo na África Proconsular, um soldado mencionado em um diploma militar da Síria, datando de 105 d.C.[33]
- Espédia L. C. l. Cuca, uma liberta mencionada em uma inscrição do primeiro século de Roma.[34]
- Gaio Espédio C. f. Cireneu, um soldado na centúria de Firmo, na quinta coorte de uma unidade militar não especificada estacionada em Mons Claudiano no Egito, onde dedicaram um santuário a Apolo no Hidreuma.[35]
- Numério Espédio V. f. Dexsanico, enterrado em Eclano em Sâmnio, durante o final do primeiro século a.C., ou o início do primeiro século d.C.[36]
- Públio Espédio P. l. Dionísio, um liberto mencionado em uma inscrição sepulcral de Roma, datando da primeira metade do primeiro século.[37]
- Espédia Êuplia, dedicou um monumento em Óstia para uma criança escrava, Partenope, com um ano, onze meses e vinte e cinco dias.[38]
- Espédia L. l. Eutáxia, uma liberta que dedicou um túmulo em Roma para seu marido, o liberto Amianto.[39]
- Espédia Felícia, junto com Espédia Optata, dedicou um túmulo do século II em Antino para Públio Espédio, um Quatuórviro.[15]
- Espédia Felicíssima, dedicou um túmulo em Eclano para seu marido, Lucudeio Festino.[40]
- Gaio Espédio Felix, enterrado em Laco Mefítico em Sâmnio, com um monumento de seu cliente, Espédia Maximina.[41]
- Lúcio Espédio Firmo, enterrado em Roma em um túmulo do século II dedicado por sua esposa, Aurelia Felicissima.[42]
- Quinto Espédio Q. f. Firmo, um dos duúnviros em Pompeia em Campânia durante o final do primeiro século a.C., ou início do primeiro século d.C.[43]
- Espédia P. f. Fortunata, enterrada em Roma, junto com seu pai, Públio Espédio Sucesso, em um túmulo dedicado por sua mãe, Artemas.[44]
- Espédia Fortunata, dedicou um túmulo para Espédia Callisto em Ravenna, datando da segunda metade do século II.[27]
- Espédia C. f. Gala, uma menina enterrada em Cosilino, com dois anos, dez meses, junto com seu irmão, Gaio Espédio, em um túmulo datando da época de Augusto.[26]
- Espédia Hélpis, uma liberta enterrada em Patras em Acaia durante o século II, talvez dedicada por um Fortunato.[45]
- Gaio Espédio Hérmias, flâmine da colônia de Sarmizegetusa em Dácia, fez uma oferta a Esculápio e Higeia durante o século II ou início do século III.[46]
- Espédia L. l. Láudica, uma liberta, dedicou um monumento em Casilino em Campânia, datando do final do primeiro século a.C., ou início do primeiro século d.C., para si mesma e seu filho, Lúcio Espédio Pânfilo.[47]
- Marco Espédio Magno, enterrado em um túmulo do final do primeiro século em Roma, dedicado por sua esposa, Escédia Herois.[48]
- Espédia Marcelina, dedicou um monumento em Narona em Dalmácia para seu filho, Espédio Paulino, datando do século III, ou da segunda metade do segundo.[49]
- Espédia L. f. Márcia, uma menina enterrada em um túmulo do século II em Roma, com três anos, junto com seu pai, Lúcio Espédio Rômulo, em um túmulo dedicado por sua mãe, Flávia Vital.[50]
- Espédia Materna, dedicou um sepulcro familiar do século II em Singiduno na Mésia Superior para seu marido, Tito Flávio Vitorino, vencedor da coroa mural, e seus filhos, Tito Flávio Vitoriano e Flávia Vitorina.[51]
- Espédio Materniano, dedicou um túmulo em Tarraco em Hispânia Citerior para sua esposa, Veneris Latinila.[52]
- Espédia Maximina, dedicou um túmulo em Lacum Mephiticum para seu patrono, Gaio Espédio Felix.[41]
- Quinto Espédio Mercador, dedicou um túmulo em Altino para Gaio Turélio Rufo, nativo da Sardenha, com quarenta e cinco anos e vinte e cinco dias.[i][53]
- Lúcio Espédio L. L. l. Mitridas, um liberto enterrado em Roma.[54]
- Lúcio Espédio Ɔ. l. Músico, um homem livre, dedicou um túmulo em Roma para sua esposa, a liberta Védia Litente, datando do século II, ou da segunda metade do primeiro.[55]
- Espédia Nice, enterrada em Lucéria em Apúlia, com trinta anos, seis meses e vinte dias, em um túmulo do século II dedicado por seu marido, Marco Títio Primitivo.[56]
- Espédia Optata, junto com Espédia Felicia, dedicou um túmulo do século II em Antino para Públio Espédio, o quatuórviro.[15]
- Lúcio Espédio L. l. Pânfilo, um liberto enterrado em um túmulo em Casilino, datando do final do primeiro século a.C., ou início do primeiro século d.C., construído por Espédia Láudica para si mesma e seu filho.[47]
- Espédia Panicis, enterrada em Ravenna, com um túmulo dedicado por seu marido, Públio Cássio Vero.[57]
- Espédio Paulino, enterrado em Narona, com nove anos, com um monumento de sua mãe, Espédia Marcelina, datando do século III, ou da segunda metade do segundo.[49]
- Gaio Espédio Pidino, um soldado que dedicou um monumento do século II ou III em Miseno em Campânia para Justícia, com trinta e três anos.[58]
- Espédia Prisca, uma liberta que dedicou um túmulo em Ravenna para seu enteado de onze anos, cujo nome não foi preservado.[59]
- Espédia Prisca, junto com seus filhos, Élio Estásimo e Élio Primiano, dedicou um túmulo em Roma, datando do reinado de Adriano, para seu marido de quatorze anos, Públio Élio Primo, um liberto do imperador, com quarenta e sete anos, cinco meses e vinte e um dias.[60]
- Espédia Priscila, enterrada em um túmulo do primeiro século em Roma, dedicado por seu marido, Valeriano, um liberto do imperador.[61]
- Espédia Prócula, dedicou um sepulcro em Narona, datando do século III, ou da segunda metade do segundo, para seu marido, Valério Tauro, e filha, Valéria Pia, com doze anos.[20]
- Lúcio Espédio Quadrado, fez uma oferta a Sol em Roma.[62]
- Espédia T. f. Quarta, mencionada em uma inscrição de Atria.[63]
- Lúcio Espédio Rodino, mencionado em uma inscrição do primeiro século de Interprômio em Sâmnio.[64]
- Lúcio Espédio Rômulo, enterrado em Roma, com vinte e um anos, junto com sua filha, Espédia Márcia, em um túmulo do século II dedicado por sua esposa, Flávia Marcia.[50]
- Espédia L. l. Sálvia, uma liberta enterrada em Roma, junto com Lúcio Espédio Sálvio.[65][54]
- Lúcio Espédio L. l. Sálvio, um liberto enterrado em Roma, junto com Espédia Sálvia.[65][54]
- Espédia L. f. Secunda, enterrada em Atria.[66]
- Espédia L. l. Secunda, uma liberta mencionada em uma inscrição de Atria.[67]
- Espédio Secundo, mencionado em uma inscrição de Roma.[68]
- Lúcio Espédio Secundo, enterrado em Améria em Úmbria, em um túmulo dedicado por Órbia Secunda.[69]
- Espédio Severiano, dedicou um túmulo do século III em Eclano para sua esposa, Augúria.[70]
- Lúcio Espédio L. f. Severo, nativo de Florência em Etrúria, e um soldado na sétima coorte da Guarda pretoriana, servindo na centúria de Maximino, foi enterrado em Roma entre 130 e 170 d.C., em um túmulo dedicado por Gaio Víbio Super, um membro do mesmo manipulo.[71]
- Públio Espédio Sucesso, enterrado em Roma, junto com sua filha, Espédie Fortunata, em um túmulo dedicado por sua esposa, Artemas.[44]
- Espédia Tique, enterrada em Puteoli em Campânia, em um túmulo dedicado por Gaio Júlio, datando entre 70 e 150 d.C.[72]
- Gaio Espécio Valeriano, decurião do collegium fabrum em Apulo na Dácia, durante o século II, fez uma oferta a Sol Invicto e Mitra em Sarmizegetusa.[73]
- Gaio Espédio Victor, mencionado em uma inscrição do século III de Sarmizegetusa.[74]